# Stefan Gorgoń-Drużbicki
Stefan Gorgoń-Drużbicki ps. „Kurp” (ur. 13 czerwca 1923 w Piotrkowie Trybunalskim, zm. 7 stycznia 1997 w Opolu) – podporucznik Armii Krajowej, żołnierz 2. drużyny I plutonu Sad 2. kompanii „Rudy” batalionu Zośka, powstaniec warszawski.

## Życiorys
Syn Henryka i Wandy z domu Maka. Uczeń Gimnazjum im. króla Stanisława Leszczyńskiego w Ostrołęce.
Brał udział w kampanii wrześniowej, walczył w bitwie nad Bzurą. Trafił do Stalagu II A w Neubrandenburgu. W 1943 r. uciekł z robót przymusowych i wyjechał do Warszawy. Dzięki znajomości z Kazimierzem Wasiłowskim dostał się do Grup Szturmowych Szarych Szeregów.
Brał udział w powstaniu warszawskim w szeregach I plutonu „Sad”, 2 kompania „Rudy” w składzie batalionu „Zośka”. Walczył na Woli, Starym Mieście i Czerniakowie. Pod koniec września przepłynął na ochotnika, z przestrzeloną nogą, Wisłę i dostał się na Pragę w celu sprowadzenia łodzi dla walczących na Czerniakowie Zośkowców.
Uczestniczył w drugiej konspiracji. Należał do grupy Jana Rodowicza – Anody. Po apelu pułkownika Jana Mazurkiewicza ujawnił się przed Komisją Likwidacyjną b. AK. Rok później podjął studia w szczecińskiej Szkole Morskiej, na Wydziale Nawigacyjnym.
10 stycznia 1949 r. aresztowany przez funkcjonariuszy Ministerstwa Bezpieczeństwa Publicznego i osadzony w więzieniu na Rakowieckiej. W celi szpitalnej przebywał z Aleksandrem Krzyżanowskim. Po ponad półrocznym śledztwie skazany wyrokiem Wojskowego Sądu Rejonowego na karę dożywotniego pozbawienia wolności. Rok później Najwyższy Sąd Wojskowy zmienił Gorgoniowi-Drużbickiemu wyrok na karę piętnastu lat pozbawienia wolności. Po amnestii w 1952 r. otrzymał karę 10 lat pozbawienia wolności. Karę odbywał w więzieniu we Wronkach. Na wolność wyszedł w marcu 1954 r.
Pracownik Okręgowej Spółdzielni Mleczarskiej w Opolu. W 1980 r. Gorgoń powrócił do ZHP, wstępując do opozycyjnego wobec władz komunistycznych Kręgu Instruktorów Harcerskich im. Andrzeja Małkowskiego w Opolu. Później harcmistrz Rzeczypospolitej ZHR.